# Oppershausen (Turyngia)
Oppershausen – miejscowość i gmina w Niemczech, w kraju związkowym Turyngia, w powiecie Unstrut-Hainich. Do 30 grudnia 2012 wchodziła w skład wspólnoty administracyjnej Vogtei, która dzień później została rozwiązana.
Niektóre zadania administracyjne gminy realizowane są przez gminę Vogtei, która pełni rolę "gminy realizującej" (niem. "erfüllende Gemeinde").